# Elevado Presidente João Goulart
O Elevado Presidente João Goulart, nomeado anteriormente Elevado Presidente Costa e Silva, e popularmente conhecido como Minhocão, é uma via expressa elevada da cidade de São Paulo, Brasil, que liga a região da Praça Roosevelt, no centro da cidade, ao Largo Padre Péricles, na Barra Funda. Foi construído com o intuito de desafogar o trânsito de vias que, por cortarem regiões centrais da cidade, não poderiam ser alargadas para ter sua capacidade ampliada. Assim, a solução seria a construção de uma via paralela sobre os logradouros para que a capacidade de tráfego fosse duplicada.
Desde que começou a ser construído, o Minhocão gerou desconforto e reclamações da população lindeira. A poluição do ar, sonora e visual causadas pelo Elevado são evidentes, principalmente para os edifícios vizinhos, que sofrem mais com a situação. Juntamente com o abandono do centro ao longo das décadas de 1980, 1990 e 2000, a região degradou-se, virando local de abrigo para pessoas em situação de rua, prostituição e usuários de droga. 
Há décadas, existem pressões pela sua desativação e as negociações que têm sido desenvolvidas apontam para sua transformação em área de lazer, parque linear e local para eventos, como forma de valorizar a região. Apesar disso, seu papel no escoamento do tráfego na região justifica inclusive a defesa de sua permanência como via expressa. A complexidade do debate inclui também a vulnerabilidade da população local, que, devido à desvalorização que o Elevado carrega, criou uma região de aluguéis — tanto residenciais como comerciais — mais acessíveis em uma área cercada de infraestrutura na franja de dois bairros historicamente destinados às classes mais abastadas: Higienópolis e Campos Elíseos. Portanto, há também o temor de que a desativação induza um processo de gentrificação decorrente da reurbanização e revalorização da área, expulsando a população mais pobre e vulnerável.
Como estratégia para diminuir o impacto negativo do Elevado desde 1976, ele é interditado de segunda a sábado, das 21h30 às 6 horas, com fechamento total aos domingos. Atualmente, a via fica aberta para carros de segunda a sexta, das 7 às 20 horas, permanecendo fechada para veículos nos demais dias e horários, inclusive em feriados nacionais, quando é aberta apenas a pedestres e ciclistas.
Desde o Plano Diretor Estratégico de 2016, aprovado em 2014 na gestão de Fernando Haddad, já existe previsão para a transformação do elevado em parque, deixando o planejamento para o porvir. Em fevereiro de 2018, a lei que cria o Parque Municipal do Minhocão foi promulgada pelo então prefeito João Doria e publicada no Diário Oficial. Um ano depois, em 21 de fevereiro de 2019, o prefeito Bruno Covas anunciou o início do planejamento, prevendo a desativação do elevado e a criação de um parque suspenso num primeiro trecho de novecentos metros que liga a Praça Roosevelt ao Largo do Arouche.

## Etimologia
Desde antes de as obras iniciarem, o nome do elevado tinha sido anunciado por Paulo Maluf, responsável pela obra, como Elevado Presidente Costa e Silva, em homenagem a um dos generais-presidentes do Brasil no período da ditadura militar, que fora, também, o responsável pela indicação do prefeito para seu cargo. Ainda na época de sua construção, o Elevado já ganhou apelidos. Além de já ser conhecido por Minhocão, devido à sua forma alongada que se esgueira ininterrupta pelo centro novo, a estrutura também era chamada de Estrada da Serraria, pois desembocava em frente à EUCATEX, fábrica de móveis da família Maluf na Barra Funda.
Desde a redemocratização, a estrutura foi renomeada duas vezes. As duas alcunhas oficiais, Parque Minhocão e Elevado Presidente João Goulart, coexistem desde 2016. A primeira é usada quando as pistas estão abertas para pedestres, enquanto que a segunda é utilizada quando estão abertas para veículos. A mudança de nome foi feita em desrespeito à Lei Municipal 13 180.

## Trajeto
O Minhocão é uma via expressa com duas pistas de tráfego separadas por barreiras de concreto e com duas faixas de tráfego por sentido. Os acessos ao Elevado ocorrem a leste pela Praça Franklin Roosevelt e a oeste pela Avenida Francisco Matarazzo. A estrutura possui, também, cinco acessos intermediários, sendo três entradas e duas saídas. Os 3,4 quilômetros que o compõem, sendo 2.500 metros de via principal e 900 de acessos, são sustentados por 514 vigas, que pesam entre 80 e 120 toneladas cada.
As ruas e avenidas que se localizam sob e/ou sobre o Elevado Presidente João Goulart são:
- Largo Padre Péricles
- Avenida Francisco Matarazzo
- Avenida General Olímpio da Silveira
- Praça Marechal Deodoro
- Avenida São João
- Rua Amaral Gurgel
- Praça Roosevelt

## Contexto
Durante o século XX, a população de São Paulo cresceu de forma exponencial, passando de pouco mais de 239 mil em 1900, para quase 2,2 milhões em 1950 e 10,4 milhões em 2000. São Paulo passou de centro regional a metrópole nacional, se industrializando rapidamente. O afã modernizador do século, representado pela Semana de Arte Moderna de 1922, também se estendia a áreas como a arquitetura e influenciava os planejadores urbanos, que desejavam redesenhar a cidade de acordo com os princípios urbanísticos modernistas, que a entendiam como um organismo a ser concebido de modo funcional, no qual as necessidades do homem devem estar claramente colocadas e resolvidas.
As cidades brasileiras assumiam novos padrões em suas formas e funcionamentos, como resposta às necessidades criadas pela evolução econômica e tecnológica. As cidades industriais lidavam com sua urbanização caótica, consequência da luta de classes, não como resultado de uma contradição sistemática, mas como uma série de problemas conjunturais, a serem resolvidos com obras e reformas. São Paulo, em especial, se renova como forma de afirmar seu novo papel enquanto centro urbano de projeção nacional e internacional, buscando fazer jus ao seu lema, "Non dvcor dvco" ("Não sou conduzido, conduzo").
A transformação da cidade é um reflexo das mudanças estruturais na produção econômica e na sociedade que ocorriam no país, além de concretizar as novas configurações da sociedade capitalista por meio dos mecanismos de controle e legitimação dos novos poderes financeiros. O planejamento urbano assume um papel ativo e interventor, pois o entendimento dos espaços da cidade muda de algo como um simples cenário, para um elemento complementar do caminho modernizante. Como resultado, esforços bastante contundentes foram feitos para melhorar a cidade, com ênfase na questão da locomoção.
O transporte sobre pneus, especialmente o automóvel, parecia a solução para os problemas que a cidade enfrentava e, portanto, precisava ser incentivado. Diante desse cenário, Francisco Prestes Maia, então Secretário de Obras e Viação da prefeitura, elaborou um grande estudo nomeado “Plano de Avenidas para a Cidade de São Paulo”, publicado em 1930. O Plano de Avenidas é um estudo pensado para acompanhar o crescimento da cidade, colocando como principal meio de transporte o automóvel particular, ainda que contando em menor grau com a presença do transporte sobre trilhos — o que acabou atrasando os para o metrô. É proposta a construção de diversos anéis viários, concêntricos à colina histórica, ligados por grandes avenidas radiais, entre elas a São João.

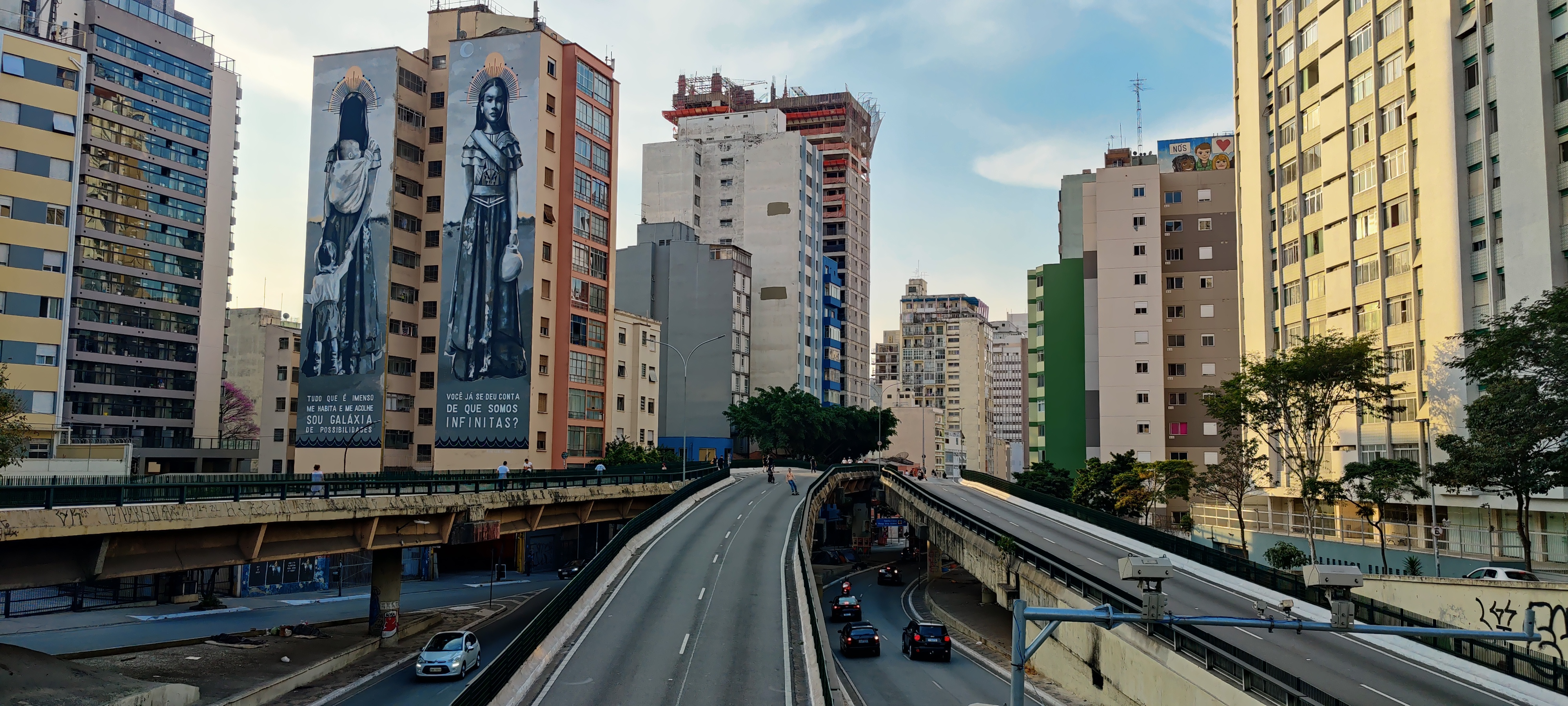
Vista ao Minhocão, com artes nos prédios circundantes

O plano começou a ser concretizado na gestão de Fábio Prates (1934 – 1938) e continuou quando Prestes Maia tornou-se prefeito (1938 – 1945). Uma das maiores obras feitas foi o chamado “Sistema Y”: uma grande avenida vinda da zona norte (Tiradentes), que passa pelo centro (Anhangabaú) e se bifurca nas duas pernas do Y (9 de julho e 23 de maio) em direção à zona sul. 
A partir da gestão Maia, impôs-se o predomínio do transporte automobilístico, tanto por carros particulares quanto por ônibus coletivos. A extensão de ruas e de linhas de ônibus abriu caminho para a expansão horizontal da cidade, reorganizando seu espaço urbano ao possibilitar a criação de bairros estritamente residenciais ou comerciais e grandes centros de consumo cercados por estacionamentos igualmente grandes. Uma nova escala urbana era inaugurada, uma que não levava em conta o humano e desestimulava a diversidade no uso dos edifícios.
A construção de grandes avenidas ganhou novo fôlego com o Programa de Avenidas de Fundo de Vale, a partir de 1953. Esses terrenos tinham a vantagem de serem abundantes devido à topografia da cidade e eram, em sua maioria, desabitados, o que era econômico, evitando desapropriações onerosas. No entanto, essas regiões também são por onde escoam as águas das chuvas e onde costumam existir córregos e rios, e sua impermeabilização com asfalto agravou o problema das enchentes. O próprio Sistema Y soterrou os ribeirões Saracura (que corre sob a 9 de julho), Itororó (canalizado sob a 23 de Maio) e o Anhangabaú.
O centro velho, congestionado e de difícil acesso para o automóvel, com suas ruas sinuosas feitas para a locomoção de pessoas, perdia atratividade para o centro novo. O protagonismo do veículo sobre rodas aprofundou-se durante o século XX, com colossais impactos sobre a cidade. Priorizado desde o Plano de Avenidas, o transporte individual tornou-se o dono da cidade, onde tudo gira em torno de suas necessidades de circulação e estacionamento.
O Parque Dom Pedro II, entre o centro histórico e o Brás, por exemplo, era um lugar aprazível construído após a retificação do rio Tamanduateí e pensado para ajudar a controlar as enchentes deste. Foi cortado ao meio pela Avenida do Estado e atravessado por cinco viadutos com a construção da Radial Leste (também parte do Plano de Avenidas) que contribuíram para sua degradação e a redução de sua área que, com a abertura de um terminal de ônibus, encolheu para metade do projeto original.
Outro grande exemplo da prevalência do automóvel são as avenidas que margeiam os rios Pinheiros e Tietê, retificados na década de 1920 pela Light. Dois planos urbanísticos concorriam para a ocupação das várzeas reclamadas dos rios: de um lado, Francisco Saturnino de Brito propunha a criação do maior parque fluvial do mundo, com 25 km de extensão e 1 km de largura ao longo dos rios; do outro, o projeto vencedor de Prestes Maia que previa a construção das vias marginais expressas.
Voltando a Prestes Maia, o engenheiro também aproveitou sua segunda gestão como prefeito de São Paulo, entre 1961 e 1965, para atualizar o Plano de Avenidas. Com a diametral norte-sul já traçada, ganhava força o projeto de uma ligação leste-oeste, que no momento era realizada principalmente pelo congestionado eixo de avenidas Francisco Matarazzo, São João e Celso Garcia.
A porção oriental do projeto foi realizada primeiro, com o asfaltamento da porção livre dos antigos trilhos da Estrada de Ferro Central do Brasil dando origem à Avenida Alcântara Machado, que na década de 1980 se tornaria parte da Radial Leste. No entanto, não havia como realizar algo parecido na região oeste, que era densamente ocupada, o que tornaria um processo de desapropriação extremamente oneroso e portanto, um projeto para completar a ligação não foi realizado por anos. 
Com o Golpe de 1964, se instalou no Brasil um modelo de Estado autoritário e centralizador, que se propunha a modernizar o país. Duas características definidoras do regime, o forte controle federal e o incentivo à construção de grandes obras de engenharia, também tiveram suas consequências no planejamento urbano. Nos primeiros anos da ditadura militar, as cidades brasileiras cresciam como nunca, resultado do êxodo rural e das grandes migrações internas, e pela primeira vez a população brasileira tornou-se majoritariamente urbana.
Em São Paulo, centro da industrialização nacional, isso se torna mais agudo, com um crescimento populacional de 113% entre 1960 e 1970. O IBGE mostra que a população passou de 2.781.446 para 5.924.615 habitantes em uma década. Contudo, a população das cidades crescia mais do que seu arrecadamento, o que significa que os recursos per capita diminuíam. Em São Paulo, esse índice passou de Cr$ 1.504 em 1968 para Cr$ 1.097 em 1971, o que se torna mais grave se considerarmos que àquela época a inflação ficava em torno de 40% ao ano. Esse esvaziamento dos cofres municipais era proposital. A partir da Reforma Tributária de 1967, as transferências da União e dos estados para os municípios assumiram uma importância cada vez maior, permitindo uma maior influência federal nos casos municipais. Ao diminuir a autonomia das autoridades locais sujeitando-as às linhas de crédito federais, o governo dos generais garantia que as mesmas tivessem que se enquadrar nas diretrizes do planejamento central.
Durante essa época, surge o conceito da “Grande São Paulo”, com a urbanização paulistana ultrapassando os limites municipais e as populações mais pobres vivendo cada vez mais longe do centro, criando clivagens cada vez maiores entre os bairros de distintas classes sociais. Com as pessoas vivendo e trabalhando em municípios diferentes, surge um cenário de migração pendular. A questão da mobilidade ganha uma importância maior do que nunca. As linhas da CPTM se tornaram cada vez mais fundamentais para o transporte de massa, mas a principal solução para o problema continuava sendo rodoviarista. Além de uma nova leva de avenidas radiais e às margens dos rios Tietê e Pinheiros, a construção de autoestradas como a Bandeirantes e a Castelo Branco possibilita deslocamentos de locais ainda mais distantes.
Para a execução de grandes obras urbanas, normalmente é necessário que haja algum consenso entre os envolvidos no projeto e os que serão afetados por ela. Tais soluções para o problema da locomoção foram implantadas numa rapidez que apenas a falta de diálogo com a comunidade propicia. Consequentemente, afetaram enormemente a vida nos bairros onde foram construídas. O Minhocão é um exemplo perfeito dessa época, em que a relação entre governo e população era regida pelo arbítrio autoritário. É o resultado de um “consenso biônico” que, assim como os cargos públicos que possuíam essa alcunha, ocorreu mediante a ausência da democracia, cujo parâmetro para escolha era a sanção das autoridades da ditadura.
O que possibilitou que o Elevado se concretizasse foi justamente a falta de um diálogo amplo e de duas vias entre o poder público e a população. A fratura urbana causada por sua construção, que não levou em conta a qualidade de vida dos moradores e pessoas que transitavam na região, faz dele uma “via desurbanizadora”. Mesmo que milhares de pessoas o utilizassem todos os dias, o Minhocão era apenas um caminho. Sem nada que atraísse a população, ou que interagisse com seus entornos, era um espaço morto, no qual os cidadãos não desejam permanecer mais do que o estritamente necessário.

## Histórico

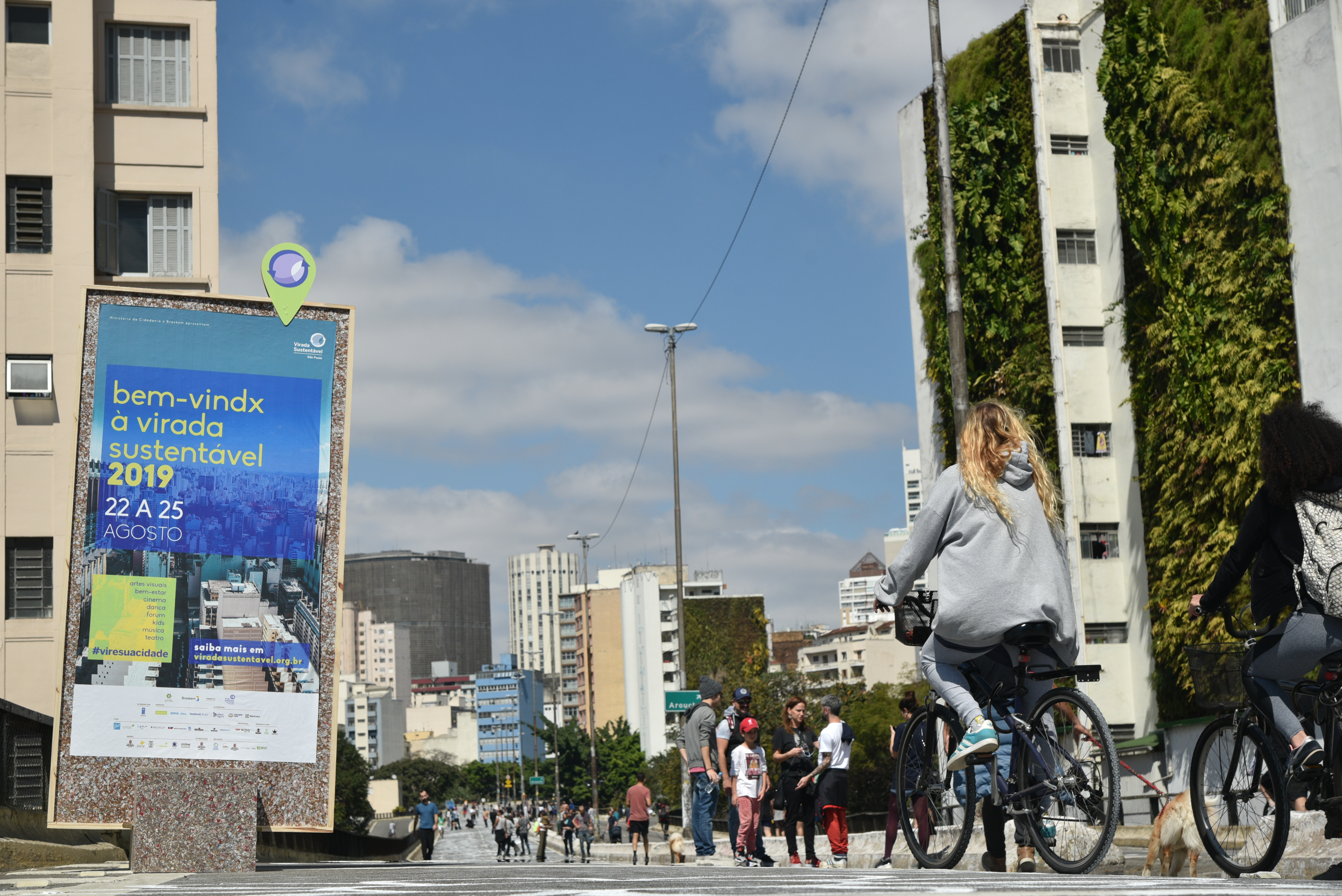
Elevado João Goulart e o Edifício Copan ao fundo

Idealizado por Luiz Carlos Gomes Cardim Sangirdadi, arquiteto do Departamento de Urbanismo da Prefeitura de São Paulo, em 1968, o projeto do Minhocão foi apresentado ao prefeito Brigadeiro José Vicente de Faria Lima como uma solução ao tráfego pesado da Avenida São João, duplicando sua capacidade sem alargá-la, indo até a Praça Marechal Deodoro. À época, a via elevada era uma tipologia consagrada, que resolvia uma das questões fundamentais do século XX: o conflito entre trajetórias diferentes de veículos ou pedestres, tendo em vista o vertiginoso aumento nos volumes de tráfego urbano. O Brigadeiro recusou a obra, considerando-a radical demais, e deu prioridade à construção do metrô. Contudo, enviou o projeto para a Câmara dos Vereadores e reservou a área necessária para a construção, caso algum de seus sucessores se interessasse.
No ano seguinte, o engenheiro Paulo Maluf assumiu como prefeito biônico da cidade disposto a fazer uma obra que marcasse sua gestão. Maluf teria tentado imprimir sua marca, para se contrapor ao prefeito anterior como um bom administrador público, uma vez que, aos 38 anos, nunca havia assumido um cargo dessa envergadura. Assim, retomou o projeto do Elevado, uma construção grandiosa e de rápida execução, que contrastava com o prefeito anterior pela importância que o projeto dava ao automóvel. Deste modo, dia 24 de janeiro de 1971, aniversário da cidade de São Paulo, apenas 11 meses após o começo da construção, era inaugurado o Elevado Presidente Costa e Silva, uma via expressa com velocidade máxima de 80 km/h. 950 homens trabalharam em um ritmo febril de 16 horas por dia, totalizando seis milhões e 80 mil horas.
Construído para desafogar o tráfego, o Minhocão ironicamente foi cenário de um congestionamento em seu primeiro dia de funcionamento, quando um carro quebrado provocou um engarrafamento, agravado já que os demais motoristas não podiam fazer uma rota alternativa pela pequena quantidade de acessos e saídas à via elevada. O equipamento possuía torres de observação para alertar os motoristas sobre acontecimentos assim, algo importante quando rádios não eram acessórios comuns em carros.
A questão do custo final do Elevado não é totalmente esclarecida. Ao anunciar o projeto em 1969, Maluf assegurou um preço de  37 milhões de cruzeiros. No entanto, a Folha de S.Paulo aponta um valor de cinquenta milhões de cruzeiros, discriminando o valor pago às duas vencedoras da licitação pública: ao Consórcio Brasileiro Construtor de Estruturas, foram repassados Cr$ 32 milhões para a construção do trecho entre as praças Roosevelt e Marechal Deodoro, e à Rossi Engenharia, responsável pela parte até o Largo Padre Péricles, se transferiu um montante de Cr$ 18 milhões.
Passando a cinco metros dos prédios de apartamentos, o elevado tem 3,4 quilômetros de extensão e liga a região central à zona oeste da cidade. Foram usados na obra trezentos mil sacos de cimento, sessenta mil metros cúbicos de concreto e duas mil toneladas de cabos de aço, entre outros materiais. A obra recebeu diversas críticas, sendo chamado de "cenário com arquitetura cruel" e "uma aberração arquitetônica". O jornal O Estado de S. Paulo criticou a obra, em dezembro de 1970, alegando que ela não tinha "um objetivo definido": "A via elevada não é resposta a nenhuma pesquisa de origem e destino da população, não tem um objetivo definido. É apenas uma obra. O prefeito [Maluf] já tentou explicá-la, mas não apresentou nenhum argumento técnico, nenhum dado de pesquisa".
Houve críticas, ainda, relacionadas à obra do Metrô, que teria sido atrasada por causa do Minhocão, que também causaria mudanças no trajeto da então futura Linha Leste-Oeste, que passaria sob a Avenida São João, mas teria de mudar de lugar ou receber um método de construção mais caro, por causa dos pilares do elevado. Ainda hoje, não é bem visto pela população da região, devido à desvalorização dos imóveis próximos e à deterioração do local.

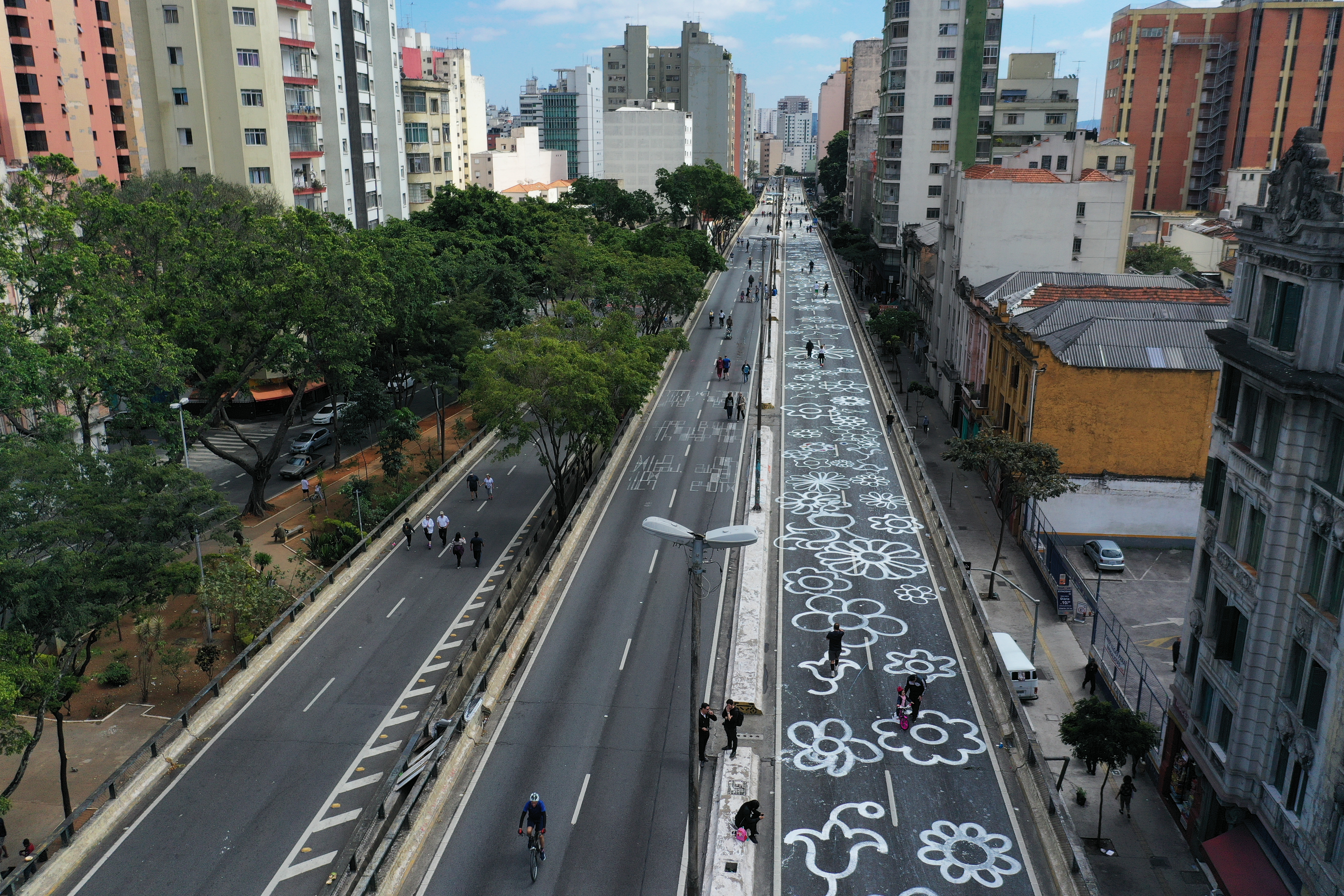
O Minhocão possui horário de funcionamento, devido à proximidade com os edifícios

O nome escolhido para a edificação, por meio de um decreto de Maluf antes da construção começar, homenageava o ex-presidente do Brasil, Artur da Costa e Silva, falecido dois anos antes. O general presidente, célebre por ter decretado o AI-5, foi o responsável pela nomeação de Maluf à prefeitura. 
Já em 1971, o artista Flávio Motta realizou uma série de painéis nos pilares, pintando-os no sentido leste-oeste com a aplicação de formas geométricas em sucessão que, vistos a partir dos carros em movimento, faziam pensar em uma sequência cinematográfica. Segundo o artista, o objetivo era tornar a cidade um campo de relacionamento urbano mais amplo, trazendo um pouco de humanidade para o gigante de concreto. No entanto, apenas cinco anos após sua inauguração, já havia planos de demolição da estrutura, devido ao enorme conflito e repercussão negativa que o empreendimento trouxe à região. No ano de 1976, no governo do prefeito Olavo Setúbal, o Elevado passou a ser fechado entre a meia noite e às cinco da manhã para evitar os constantes acidentes noturnos e diminuir o barulho na região. 
Duas décadas mais tarde, em novembro de 1989, a prefeita Luiza Erundina (PT) determinou que ele fosse interditado das 21h30 às 6h30. Nos anos 1990, a discussão sobre o destino do Elevado foi retomada. A posição de arquitetos e urbanistas parecia unânime: deveria ser demolido. No entanto, parte da população era contrária a isso, especialmente os moradores do entorno, que se opunham aos especialistas. A discussão sobre o desmonte do Elevado foi engavetada quando Paulo Maluf retornou à Prefeitura (pelo PPB) e substituída por projetos para torná-lo mais simpático. 
Em 1996, passou a ser fechado para veículos aos domingos e feriados, convertendo-se em um lugar de lazer para a cidade. Em 1998, o Minhocão recebeu novas intervenções artísticas. O projeto, batizado de "Elevado à Arte", foi criado pela Funarte, entidade ligada ao Ministério da Cultura, e levou pinturas de Maurício Nogueira Lima e Sônia von Brüsky às laterais da estrutura. Na década seguinte também houve debates para a desativação do equipamento. As gestões de José Serra (PSDB) e Marta Suplicy (PT) fizeram análises sobre a viabilidade de sua destruição, demonstrando que esse é um tema caro a gestores de todo espectro político. Em 2010, a possibilidade de sua demolição foi novamente levantada de forma aprofundada. Um estudo divulgado pelo prefeito Gilberto Kassab (DEM) projetava a construção de uma nova avenida no local por onde passam os trilhos da CPTM entre a Lapa e o Brás, que substituiria o Minhocão como ligação Leste-Oeste. O projeto, que envolvia o enterramento de 12 quilômetros de linha férrea, não definia nem prazo nem custos estimados, e acabou sendo deixado de lado.
 

Em julho de 2014, foi aprovado um novo Plano Diretor da cidade de São Paulo, prevendo a demolição do elevado ou a transformação deste em um parque ou jardim suspenso. Novamente sem um prazo para a desativação do equipamento, essa diretriz reacendeu a discussão sobre seu futuro, com grupos de ambos os lados defendendo seus argumentos. Segundo o Plano Diretor:
Artigo 375 – Parágrafo único: Lei específica deverá ser elaborada determinando a gradual restrição ao transporte individual motorizado no Elevado Presidente Costa e Silva, definindo prazos até sua completa desativação como via de tráfego, sua demolição ou transformação, parcial ou integral, em parque.
A partir de 11 de julho de 2015, seu uso como área de lazer se intensificou quando passou a ser fechado para veículos entre às 15h dos sábados e às 6h30 das segundas-feiras. O prolongamento do horário de fechamento se deu após testes da CET apontarem que o trânsito na região transcorreu dentro da normalidade e o transporte coletivo não foi afetado com a absorção dos veículos em outras vias.
Em março do ano seguinte, houve uma mudança em seu status legal, seguindo as diretrizes do Plano Diretor. A prefeitura sancionou o Projeto de Lei 22/2015 que denomina o Elevado Costa e Silva como Parque Minhocão nos dias em que a via estiver fechada para o tráfego de veículos. Além de simbólica, a lei teve efeitos práticos, pois permitiu à via que medidas que ocorrem nos demais parques da cidade fossem aplicadas a ela, como a criação de um conselho gestor e ações de zeladoria para garantir o aprimoramento da utilização do local pela população.
Em 23 de junho de 2016, a Câmara Municipal de São Paulo aprovou a mudança do nome do viaduto para Elevado Presidente João Goulart, em homenagem ao ex-presidente da República (1961-1964). A lei foi sancionada pelo prefeito da cidade, Fernando Haddad em 25 de julho de 2016.
Uma lei sancionada em 8 de fevereiro de 2018 por João Doria fechou o Elevado para veículos aos sábados e também reduziu o horário de funcionamento durante os dias úteis, funcionando então de segunda a sexta das 7 às 20 horas, e permanecendo fechado para veículos nos demais dias e horários, inclusive em feriados nacionais, quando é aberto apenas a pedestres e ciclistas

## Impacto social

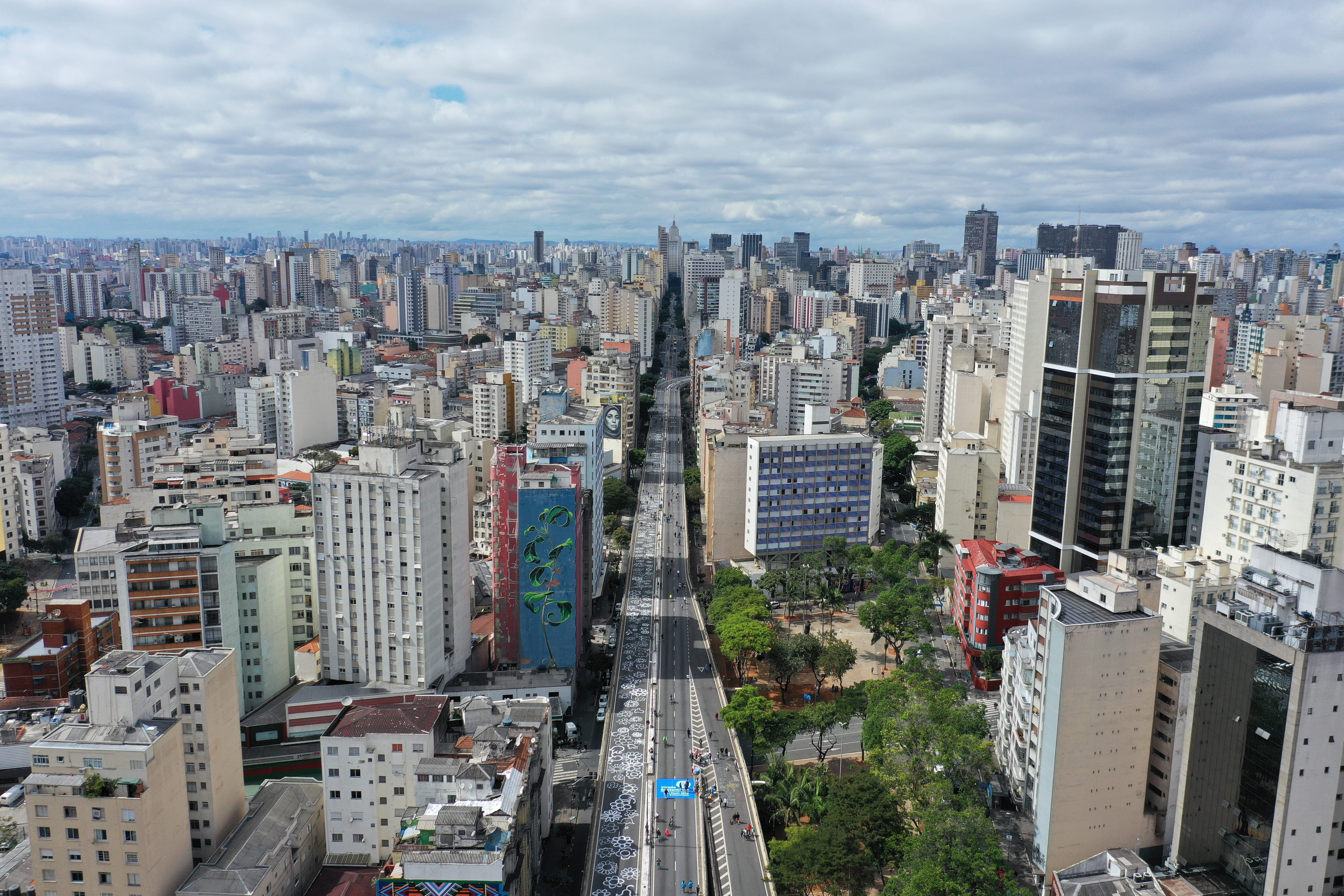
O Elevado com o Edifício Altino Arantes ao centro no fundo, e os edifícios Itália e Copan à esquerda

Sua feiura revela a desumanidade da metrópole, resume tudo o que não se deseja ter ao lado, retrata um mundo no qual a estética urbana parece não encontrar lugar. Grau máximo de tudo o que é incômodo, ofensivo e barulhento, tornou-se um ícone às avessas.
Com o Minhocão, um novo projeto urbano foi posto em prática em São Paulo. No entanto, diferente de todos os outros que haviam transformado São Paulo em sua história, esse se diferenciava pelas escalas, não apenas da estrutura em si, mas também pela força do autoritarismo com que foi imposto, sem abrir espaços para a consulta popular. Ainda que as reformas públicas anteriores não tenham sido modelos de participação cidadã, essa em particular envolveu uma deliberação que atingiu um novo nível autocrata.
Sendo uma construção tão grande e impactante, o Minhocão funciona como uma metonímia das mudanças que São Paulo atravessou ao entrar na fase de sua história em que pode ser definida como metrópole. Sua construção desvalorizou imediatamente o metro quadrado das ruas sobre as quais lançou suas sombras, ao mesmo tempo em que permitiu o desenvolvimento de regiões mais distantes do centro, e incentivou o uso do transporte individual sobre rodas, e todas as consequências que isso acarreta. 
Simultaneamente a essa construção, novas avenidas eram traçadas nas zonas oeste e sul, tornando-as cada vez mais acessíveis por automóvel e assim atraindo as camadas superiores da sociedade para longe do caótico centro. Nem a inauguração do Metrô em 1974 foi capaz de frear essa tendência, considerando a predileção das elites pelo transporte individual. O Minhocão fazia parte de um processo mais amplo de abandono do centro pelas elites, que ia muito além de seu próprio traçado, não sendo plausível apontá-lo como único responsável pela degradação da área. Ainda que faça parte de um contexto maior da mudança demográfica e da deterioração do Centro, o Elevado foi um catalisador dessa nova configuração social da região.
No caso do Minhocão, a fuga dos moradores da classe média e o fato de que as pessoas não queriam utilizar aquele espaço tornaram a estrutura um chamariz para atividades como a prostituição e o consumo de drogas, afastando mais o restante da população, em um ciclo que se mantém até hoje. Além disso, com a mudança do perfil dos moradores do entorno de classe média para a baixa, havia pouca verba para a manutenção estética dos edifícios, o que contribui para a atmosfera degradada. É importante ressaltar que a desvalorização imobiliária da região central não pode ser entendida como algo necessariamente negativo, pois possibilitou a ocupação dessa área por uma população de renda mais baixa e por serviços e lojas populares. Por meio desse processo, a parcela menos favorecida da sociedade conseguiu viver perto de seus trabalhos e ter fácil acesso à rede de transporte público, acabando com o paradigma de centro abastado e periferia pobre e longe das oportunidades e comodidades centrais.
Outra grande transformação do centro da cidade ocorreu em 1976, quando o prefeito biônico Olavo Setúbal inaugura o que chamava de “Reino do Pedestre”. Vinte ruas dos centros velho e novo foram fechadas para os veículos e convertidas em calçadões totalizando 60 mil metros quadrados de espaços pedonais. Tratava-se de uma tentativa de revalorizar essa área, inspirada no sucesso do calçadão da Rua das Flores em Curitiba, reurbanizada quatro anos antes com um intuito similar, e em outros projetos do tipo na Europa. Era também o oposto do Minhocão, tirando qualquer prioridade do automóvel e contando com a locomoção a pé e pelo metrô. Buscando acabar com a degradação do centro, também foram feitos grandes investimentos para reformar a Praça da Sé e o Edifício Martinelli, símbolos de uma época melhor para a região. No entanto, como normalmente ocorre com grandes obras que não são discutidas, o projeto teve grandes falhas. A falta de acesso aos carros afastou as classes sociais que os utilizavam e que, portanto, passaram a fazer compras nos shopping centers que surgiam na cidade, como o Iguatemi, fortalecendo ainda mais o caráter popular que o centro adquiria na época.
Voltando ao Elevado, a estrutura funciona como um muro, separando a região rica de Higienópolis do empobrecido bairro dos Campos Elísios e a região da Cracolândia.
Durante alguns anos o equipamento foi ocupado por blocos durante o Carnaval e pelas atividades da Virada Cultural. No entanto, logo foi determinado que o Elevado não possui estrutura de segurança necessária para eventos desse porte, uma vez que seus gradis são muito baixos e não possui acessos suficientes para o caso de uma emergência. Mesmo assim, milhares de pessoas usufruem do espaço quando esse se encontra sem veículos. Em uma cidade tão carente de equipamentos de lazer como São Paulo, a população aproveita quaisquer frestas que permitam um respiro da vida na metrópole, ainda que nesse caso isso ocorra em um local cercado de concreto por três lados.

## Na cultura

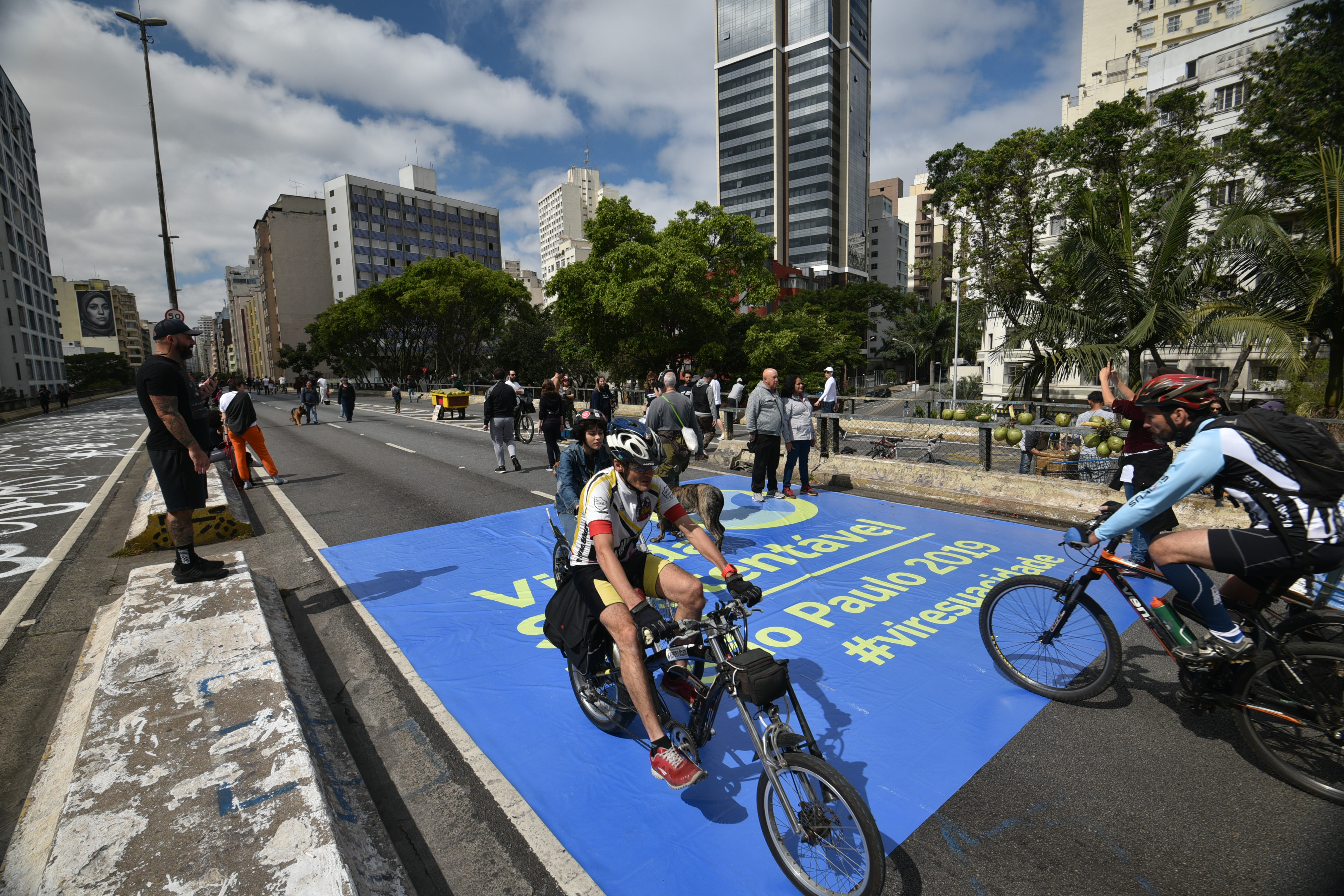
Elevado aberto para pedestres aos fins de semana e feriados. Na foto, ciclistas e pedestres em atividades ao ar livre

O Elevado Presidente João Goulart já foi cenário de filmes, como os longas Terra Estrangeira, de Walter Salles, As Meninas, adaptação do romance de Lygia Fagundes Telles dirigido por Emiliano Ribeiro e protagonizado por Cláudia Liz e Otávio Augusto, Não Por Acaso, de Philippe Barcinski, e Ensaio Sobre a Cegueira, dirigido  por Fernando Meirelles e protagonizado por Mark Ruffalo, Julianne Moore, Alice Braga, Danny Glover e Gael García Bernal. Também foi utilizado na série da HBO Alice.
Em 1998, o elevado foi decorado com pinturas de artistas plásticos. O projeto, batizado de "Elevado à Arte", foi criado pela Funarte, entidade ligada ao Ministério da Cultura, e custou quinhentos mil reais à patrocinadora, a Porto Seguro Seguros. As pinturas das laterais do Minhocão são de autoria dos artistas plásticos Maurício Nogueira Lima e Sônia von Brüsky. Nas colunas do trecho entre as Avenidas São João e General Olímpio da Silveira, seria reconstituído o trabalho do arquiteto Flávio Motta, feito no local, na década de 1970.

## Linha do tempo
| Ano  | Histórico |
| ---- | --- |
| 1971 | Inauguração do Elevado, que liga o centro de São Paulo ao Largo Padre Péricles, em Perdizes, na Zona Oeste, com uma extensão total de 3,4 mil metros. O Minhocão ganha o nome oficial de Elevado Costa e Silva. |
| 1976 | O Elevado, que funcionava 24 horas para o tráfego de veículos, passa a ser fechado diariamente, da meia-noite às 5 horas, a fim de diminuir o barulho causado pelo tráfego e também o número de acidentes. |
| 1989 | A Prefeitura determina a interdição, de segunda a sábado, das 21h30 às 6 horas, e fechamento total aos domingos. |
| 2014 | O artigo 375 da lei número 16 050 (o Plano Diretor Estratégico) diz que "uma lei específica deverá ser elaborada determinando a gradual restrição ao transporte individual motorizado no Elevado Costa e Silva, definindo prazos até sua completa desativação como via de tráfego, sua demolição ou transformação, parcial ou integral, em parque". |
| 2015 | A via passa a ser fechada das 15 horas nos sábados até a manhã das segundas-feira. |
| 2016 | Decreto muda o nome oficial do Minhocão para Elevado João Goulart. |
| 2018 | É promulgada a lei 16 833, instituindo o Parque Municipal do Minhocão, estabelecendo que será gerido democraticamente com a participação de um conselho gestor com controle social popular. O fechamento passa a ser da noite de sexta-feira até a manhã de segunda-feira.                                                                          |
| 2019 | A Prefeitura anuncia o início do planejamento para a desativação e a transformação em parque. |